# (5064) Tanchozuru
(5064) Tanchozuru es un asteroide perteneciente al cinturón de asteroides, descubierto el 16 de marzo de 1990 por Masanori Matsuyama y el también astrónomo Kazuro Watanabe desde el Kushiro Marsh Observatory, Hokkaido, Japón.

## Designación y nombre
Designado provisionalmente como 1990 FS. Fue nombrado Tanchozuru en homenaje a la grula que habita principalmente el parque nacional del pantano de Kushiro al este de Hokkaido. Esta ave es designada como Especie Natural Especial.

## Características orbitales
Tanchozuru está situado a una distancia media del Sol de 2,252 ua, pudiendo alejarse hasta 2,669 ua y acercarse hasta 1,835 ua. Su excentricidad es 0,185 y la inclinación orbital 6,558 grados. Emplea 1234,95 días en completar una órbita alrededor del Sol.

## Características físicas
La magnitud absoluta de Tanchozuru es 13,3. Tiene 4,828 km de diámetro y su albedo se estima en 0,436. Está asignado al tipo espectral.